# Berberis karkaralensis
Berberis karkaralensis (каз. Қарқаралы бөріқарақаты, укр. барбарис каркаралінський) — рослина роду барбарис з родини барбарисових — Berberidaceae.

## Опис
Мезоксерофільний чагарник до 0,7-2 м заввишки. Старі гілки вкриті сірою корою, молоді (річні) червонувато-коричневою, блискучою. Суцвіття — небагатоквіткова китиця, що складається з 5-9 жовтих квіток. Чашолистки яйцеподібні, пелюстки оберненояйцевидні, плоди довгасто-оберненояйцевидні, яскраво-червоні, однонасіннєві або іноді не мають насіння.

## Поширення і екологія
Вузький ендемік, ареал якого обмежений центральним Казахстаном. Зростає в Каркаралінських горах (гірсько-сопковий масив Кент) в гірсько-сопкових борах, на щебенистих схилах, гранітах, на висоті 600—1000 м над рівнем моря під пологом рідкісних сосен разом з іншими видами чагарників. Релікт хвойнолистяних лісів четвертинного періоду.
Розмножується насінням. Цвітіння відбувається в травні, плодоношення — в серпні-вересні. В умовах культури плодоносить з 6-го року життя, стійкий до посух.

## Чисельність, охоронний статус та заходи по збереженню
Berberis karkaralensis входить до Червоного списку Міжнародного союзу охорони природи на межі зникнення (CR).
Дуже рідкісний вид, що зустрічається лише спорадично, приурочений до крихітної області в Центральному Казахстані. Популяції фрагментовані. Чисельність мала, достовірно відомий лише з одного пункту (урочище Байкара); збереглися лише деякі екземпляри виду. Незважаючи на те що він існує на охоронюваних територіях, він пошкоджується туристами, худобою і пожежами. Чисельність рослин постійно знижується.
Входив до Червоної книги СРСР. Занесений до Червоної книги Казахстану.

## Культивування
Зростає в Карагандинському і Алматинському ботанічних садах, а також в Саласпілсі (Латвія). Зустрічається у штучних парках природно-заповідного фонду степу України.

## Використання
Вид має харчове значення. Ягоди збираються місцевим населенням, туристами.